# Теорема Фогта–Рассела
Теорема Фогта–Рассела стверджує, що структура зорі, яка перебуває в гідростатичній і тепловій рівновазі з енергією, яка виділяється в її ядерних реакціях, однозначно визначається її масою та внутрішнім розподілом хімічних елементів. Хоча теорема Фогта–Рассела називається теоремою, вона ніколи не була доведена в загальному випадку. Теорема названа на честь астрономів Генріха Фогта та Генрі Норріса Рассела, які розробили її незалежно один від одного.

## Формулювання теореми
Згідно означення, озвученого Чандрасекхаром, теорема Фогта-Рассела стверджує, що за деяких загальних умов уся структура зорі унікально визначається її масою {\displaystyle m} та хімічним складом {\displaystyle \mu }.  
До вказаних умов належать, зокрема:
- Відсутність сильних магнітних полів;
- Відсутність швидкого обертання зорі[3].

### Аналітичне доведення
Як було сказано раніше, теорема Фогта-Рассела ніколи не була доведена в загальному випадку, проте може бути показана через систему рівняннь структури зорі:
1. Рівняння гідростатичної рівноваги: {\displaystyle {\frac {dP}{dr}}=-{\frac {GM(r)}{r^{2}}}\rho }
2. Рівняння маси зорі: {\displaystyle {\frac {dM(r)}{dr}}=4\pi r^{2}\rho }
3. Рівняння стану: {\displaystyle P={\frac {R}{\mu }}\rho T}
4. Рівняння переносу: {\displaystyle {\frac {dP(r)}{dr}}=-{\frac {\alpha L(r)}{4\pi r^{2}c}}=-{\frac {\kappa \rho L(r)}{4\pi r^{2}c}}}
5. Рівняння енерговиділення: {\displaystyle {\frac {dL}{dr}}=4\pi r^{2}\rho \epsilon }
6. Рівняння конвективного переносу: {\displaystyle {\frac {1}{P}}{\frac {dP}{dr}}={\frac {\gamma }{\gamma -1}}{\frac {1}{T}}{\frac {dT}{dr}}}

Маємо набір із диференціальних рівнянь. З них можемо записати вираз через деяку функцію {\displaystyle f_{i}}, яка буде описувати зорю:

{\displaystyle f_{i}(r,\rho (r),T(r),M(r),L(r),\mu )=0}

проінтегрувавши її, будемо мати:

{\displaystyle F_{i}(r,\rho (r),T(r),M(r),L(r),\mu ,c_{1},c_{2},c_{3},c_{4})=0}

Розглянемо випадок {\displaystyle r=r_{\star }}, звідси:
{\displaystyle F_{i}(r_{\star },0,0,M_{\star },L_{\star },\mu ,c_{1},c_{2},c_{3},c_{4})=0\Rightarrow c_{i}=c_{i}(r_{\star },M_{\star },L_{\star },\mu )}

тепер нехай {\displaystyle r=0}:

{\displaystyle F_{i}(0,\rho _{c},T_{c},M_{\star },L_{\star },\mu )=0}

При {\displaystyle i=1,2} - знаходимо {\displaystyle \rho _{c}} i {\displaystyle T_{c}}.
Залишаються: 

{\displaystyle f_{3}(\mu ,r_{\star },M_{\star },L_{\star })=0}
{\displaystyle f_{4}(\mu ,r_{\star },M_{\star },L_{\star })=0}

Отже, для визначення структури зорі достатньо задати тільки два елементи. 